# Kannivadi
Kannivadi es una ciudad y nagar Panchayat situada en el distrito de Dindigul en el estado de Tamil Nadu (India). Su población es de 10369 habitantes (2011).

## Demografía
Según el censo de 2011 la población de Kannivadi era de 10369 habitantes, de los cuales 5139 eran hombres y 5230 eran mujeres. Kannivadi tiene una tasa media de alfabetización del 76,70%, inferior a la media estatal del 80,09%: la alfabetización masculina es del 86,20%, y la alfabetización femenina del 67,38%.